# 恵知仁
恵 知仁（めぐみ ともひと）は、日本のライター、漫画家。東京都足立区出身。早稲田大学第一文学部卒業。

## 概要
『月刊ドラゴンエイジ』（富士見書房）に連載された漫画作品『電車学園モハモハ組』や新幹線の解説書籍など、鉄道をテーマとした執筆活動を得意とする。
2014年にウェブメディア「乗りものニュース」（メディア・ヴァーグ）を創設し、約6年間初代編集長を務め、2022年末をもって関係を解消した。
鉄道擬人化の分野でも知られており、現在は閉鎖されている自身が運営するウェブサイトで車両を擬人化したキャラクターを数多く発表していた。これらの擬人化キャラクターは『電車学園モハモハ組』の登場人物である他、2007年にリリースされた銚子電気鉄道の公式アニメDVD『銚子電鉄を知っていますか?』やNHKの衛星放送でオンエアされた『熱中時間・鉄分補給スペシャル2』などにも登場している。
ヨドバシカメラ・マルチメディアAkibaの外壁には、山手線電車などを擬人化したキャラクターが描かれており、これらは恵のデザインかと思われがちだが、まったく関係はない。自身が運営するウェブサイトのよくある質問でもこの件を否定していた。

## 作品リスト

### 書籍
- もっと知りたい!新幹線 今度乗るのが、待ち遠しい!（文・イラスト・写真、2007年12月、白夜書房） ISBN 978-4-86191-349-5
- JR全線読みつぶし・乗りつぶし（文・写真・イラスト、2008年7月、白夜書房） ISBN 978-4-86191-434-8
- てっぱくにいこう! 鉄道博物館完全ガイド（2009年4月、小学館クリエイティブ） ISBN 978-4-7780-3705-5

### イラスト
- ちょこっと旅しよ♪（2008年5月20日） - CDジャケットイラスト。銚子電鉄応援歌の第3弾。

### その他
- DVD『銚子電鉄を知っていますか?』 - キャラクターデザインほか（外部リンクを参照）

## メディア出演
- 乗りものニュース1155（2018年4月8日 - 2019年3月31日、TBSラジオ）